# Lucimar Teodoro
Lucimar Teodoro (Guararapes, 1 de mayo de 1981) es una deportista brasileña de atletismo.
Fue parte del conjunto femenino de atletismo brasileño que se alzó con la medalla de bronce junto a Maria Alimaro, Geisa Coutinho y Josiane Tito en la modalidad 4 x 400 m relevo en los Juegos Panamericanos de 2003 en Santo Domingo. A nivel iberoamericano, recibió la medalla de oro en los 4 x 400 m relevo y la medalla de plata en los 400 m con vallas del XV Campeonato Iberoamericano de Atletismo de 2012 en Barquisimeto, Venezuela. Por otro lado, ganó la medalla de oro en los 400 m vallas en el XIII Campeonato Iberoamericano de Atletismo de 2008 en Iquique, Chile.
En el ámbito sudamericano, fue medalla de oro en los 400 m y 400 m vallas del Campeonato Sudamericano de Atletismo en Tunja 2006; obtuvo la medalla de oro en los 400 m vallas de la versión anterior de dicho torneo realizada en 2003 en Barquisimeto.
Adicionalmente, el 24 de mayo de 2009 logró la plusmarca subcontinental en los 400 m vallas con un tiempo de 55m84s, disciplina en la que ya había batido la marca en 2003 con 56m50s; además, en el Mundial de Atletismo realizado en Helsinki el año 2005, Lucimar alcanzó la plusmarca sudamericana en los 4 x 400 m con un tiempo de 3m26s82.
En el ámbito olímpico, ha representado a Brasil en tres ocasiones: Atenas 2004, Pekín 2008 y Londres 2012.
En el año 2009 fue suspendida por dos años tras dar positivo en un examen antidopaje realizado durante el Trofeo Brasil de Atletismo en Río de Janeiro 2009.